# Chiesa di San Tarcisio (Napoli)
La chiesa di San Tarcisio è un edificio di culto di Napoli, sito alla confluenza tra via Ponti Rossi e via Santa Maria dei Monti.
Il tempietto fu costruito nel 1841 su progetto dell'architetto Leonardo Laghezza, in stile neoclassico; si presenta come un piccolo sacello in muratura, a pianta circolare, dalla caratteristica colorazione rosso pompeiano. L'ingresso, preceduto da un pronao su due colonne, prospetta sulle arcate dell'acquedotto romano dei Ponti Rossi. L'interno presenta un altare marmoreo sormontato da una tela di Michele Foggia, raffigurante la Madonna delle Grazie con le anime del Purgatorio, e una scultura lignea del santo titolare.
La chiesa, eretta in parrocchia, è dedicata a san Tarcisio, martire dell'eucaristia e patrono dei ministranti. Data la piccolezza dell'aula, all'edificio originale è stato affiancato un altro edificio più grande, a pianta longitudinale, privo di interesse architettonico.